# Kakistokracie
Kakistokracie je forma vlády, kterou ovládají ti nejhorší, nejméně kvalifikovaní či nejbezskrupulóznější z občanů. Jedná se o neologismus z složený řeckého kakistos (κάκιστος; nejhorší) a kratos (κράτος; vláda). Používá se jako kritické vyjádření o určité konkrétní vládě, spíše než jako politologický pojem. 
Příkladem může být kabinet ministrů, kde resort životního prostředí povede člověk, který strávil značnou část profesní kariéry získáváním vlivu pro těžební korporace; školství lobbista soukromých škol a univerzit s cílem podrýt státní vzdělávání; zdravotnictví konspirační teoretik a šarlatán, atp.
Tento termín je používán při kritice konkrétních vlád. Použil ho např. Vladimir Putin za vlády Borise Jelcina, a komentátorů a novinářů o první a druhé administrativě Donalda Trumpa. Publikace The Economist kakistokracii jmenovala slovem roku 2024.

## Podobné termíny
- Oligarchie/oligokracie – vláda elitní menšiny (oligarchů)
- Kleptokracie – vláda zlodějů
- Ochlokracie – vláda lůzy, demagogie a iracionalismu
- Klientelismus – protežování klientů
- Nepotismus – protežování rodově nebo obchodně spřízněných
- Korporativismus – protežování zájmů korporací nad zájmy lidu
- Meritokracie – rozdělení pravomoci podle nadání a zásluh, opak nepotismu

### Související hesla
- Eroze demokracie